# Bedrijfsrevisor
De bedrijfsrevisor is in België degene die de jaarrekening controleert en als zodanig vergelijkbaar met de functie van registeraccountant in Nederland. 
De wettelijke controle van de jaarrekening is in België opgedragen aan een commissaris. 

Een vennootschap dient een commissaris te benoemen voor de controle van haar jaarrekening indien ze bepaalde wettelijke criteria (vervat in het Wetboek van Vennootschappen) overschrijdt. Enkel een bedrijfsrevisor (natuurlijke persoon of rechtspersoon) die lid is van het Instituut van de Bedrijfsrevisoren (IBR) kan als commissaris worden benoemd.

De controle van de jaarrekening houdt in dat de commissaris een verslag over de jaarrekening uitbrengt waarin hij een oordeel over het getrouw beeld van de jaarrekening tot uiting brengt. Hij kan een van de volgende soorten verslagen over de jaarrekening geven:
- Verklaring zonder voorbehoud
- Verklaring zonder voorbehoud met een toelichtende paragraaf
- Verklaring met voorbehoud
- Verklaring met voorbehoud en met een toelichtende paragraaf
- Onthoudende verklaring
- Afkeurende verklaring

## Opleiding
Een bedrijfsrevisor is houder van een masterdiploma uitgereikt door een Belgische universiteit of een Belgische hogeschool van het lange type of een gelijkwaardig buitenlands diploma. In veel gevallen een opleiding in de (toegepaste) economie, al dan niet met een specifieke afstudeerrichting in de accountancy. 
Bijvoorbeeld:
- "Master in de (toegepaste) economische wetenschappen (Universiteit Antwerpen, KULeuven, UHasselt, UGent) of master in de handelswetenschappen: accountancy en fiscaliteit (KULeuven campussen Antwerpen of Brussel, UGent)"
- "Master in accountancy en revisoraat"

Om het beroep te mogen uitoefenen, is de kandidaat verplicht om te slagen voor een toelatingsexamen (met mogelijke vrijstellingen voor opleidingsonderdelen die in bovenstaande opleiding voldoende behandeld werden) en moet hij een stageperiode onder toezicht van een erkend bedrijfsrevisor succesvol afwerken. Na afloop van de stage die minimaal drie jaar in beslag neemt, dient de kandidaat ook nog een bekwaamheidsexamen af te leggen. Een bedrijfsrevisor dient ten slotte ook te worden beëdigd.
In België wordt het revisoraat geregeld door het IBR.